# 朱開軒
朱開軒（1932年11月—2016年6月7日），上海金山人，中华人民共和国政治人物。1950年加入中国人民解放军，1953年5月加入中国共产党。曾擔任國家教育委員會主任、全國人民代表大會教育科學文化衛生委員會主任委員、全國人大常委等職。

## 生平
1951年於中國人民解放軍第一航空學校學習，后考入北京航空学院自动控制系学习，1958年毕业于北京航空学院自动控制系。
1982年出任北京航空學院副院長、黨委書記。1985年調任國家教委副主任，後兼任中共中央駐國家教委紀檢小組組長。1986年6月，中国科学技术协会第三次全国代表大会在北京召开，选举产生第三届全国委员会。6月28日，第三届全国委员会第一次会议召开，推举其担任常务委员。1987年被選為中共中央候補委員。1992年中共十四大連任，並且被任命為國家教育委員會黨組書記。1993年第八屆全國人民代表大會一次會議上，被任命為國家教育委員會主任。1995年5月，中国科学技术协会第四次代表大会召开，并选举产生第四届全国委员会。5月27日，第四届全国委员会第一次会议召开，其被选为常务委员。1998年3月，第九届全国人大第一次会议上，他当选全国人民代表大会常务委员会委员，兼任教育科學文化衛生委員會主任委員。
2016年6月7日7时46分，因病在北京逝世，享年84岁。6月21日，遗体在八宝山革命公墓东礼堂火化。